# Daniel Monbars
Daniel Monbars, dit Monbars l'exterminateur, est un pirate français du XVIIe siècle qui attaque les bateaux espagnols afin de venger le peuple indien et les esclaves noirs. 

## Biographie
Né en 1645, Monbars, vient d'une bonne famille gasconne. 
Sa haine à l'égard de l'Espagne lui vient de la lecture de récits de Las Casas sur la colonisation espagnole de l'Amérique, narrant les massacres, les cruautés et les brigandages commis par ces derniers.
Lorsque Monbars apprend que la guerre est déclarée entre la France et l'Espagne, il s'échappe de la maison familiale et part rejoindre un de ses oncles, capitaine dans la marine du roi au Havre. Il embarque avec lui pour écumer les mers et aborde tout bateau espagnol rencontré sur son chemin. Il y massacre alors tous les occupants à l'exception des non-Espagnols, qu'il appelle souvent à coopérer en lui indiquant la position d'autres bateaux espagnols. Pour ces faits d'armes, flibustiers et Espagnols lui donnent le surnom d'exterminateur.
Avec ses Frères de la côte, sur l'île de Saint-Domingue, il s'adonne à la flibuste toujours avec beaucoup de férocité, ce qui fait dire à Alexandre-Olivier Exquemelin, historiographe des premiers corsaires : « Je me souviens de l’avoir vu en passant dans le golfe du Honduras. Il était vif, alerte et plein de feu comme le sont tous les Gascons. On pouvait juger, à première vue, qu’un tel homme devait être terrible. Aussi disait-on communément que dans le combat, il commençait à vaincre par la terreur qu’inspiraient ses regards et qu’il achevait par sa force herculéenne, à laquelle il était presque impossible de résister corps à corps ».
Bien que sa tête soit mise à prix par l'Amirauté espagnole, l'histoire ne dit pas ce que devient Monbars l'exterminateur.